# Штамп (мовознавство)
Штамп  — шаблонна фраза, художній прийом, повторюваний в різних творах, який не є продуктом творчості автора.
Штампи затуманюють зміст висловлювання, роблять мову важкою для сприйняття, нечіткою, тому їх слід уникати.

## Різновиди
Штампи мають кілька різновидів.
1. Універсальні слова – це слова, які мають невизначене, узагальнене, стерте значення. Універсальність виявляється у тому, що вони усунути будь-яке слово з конкретним значенням. Цей вид штампа використовується, коли який провіщає хоче висловити думку неконкретно, приблизно. Наприклад, заштамповані пропозиції: Діяльність підприємства мали місце окремі недоліки, що дозволило деяким особам виконувати певні правопорушення. Однак у останнім часом відзначається посилення виховної роботи, і цей питання одна із важливих, якому приділяється велика увагу. Ці фрази не несуть значеннєвого і вже тим паче інформаційного навантаження.
2. Парні слова, чи слова-супутники, які зазвичай вживаються у мові разом, хоча й є фразеологічними оборотами, наприклад: бурхливі оплески, тепла обстановка, стала вельми поширеною, незабутні враження. Визначення у цих словосполученнях неповноцінні, оскільки вони висловлюють думку шаблонно, цим позбавляють її індивідуальності. Слухач сприймає цю інформацію, як належне, цим увагу до кожного слову ослаблено.
Трапляються складені найменування, мотивація значень яких тією чи іншою мірою втрачена: адамове яблуко (борлак), петрів батіг (цикорій), антонів вогонь (гангрена), грудна жаба (стенокардія), куряча сліпота (хвороба очей), собача кропива, волоський горіх. Тим вони наближаються до власне фразеологізмів.

## Мовний штамп
Мовні штампи — це стерті, колись образні вислови, що з часом, від багаторазового повторення у відповідних і невідповідних мовних ситуаціях перетворилися у «мертві» вислови, зміст і образність яких стерлася і вони втратили свою інформативність.
Це також зайві слова, неточні вислови, безконечні, стилістично не вмотивовані словесні повтори, які створюють негативний стилістико-смисловий ефект.
Головною причиною породження штампів є відсутність в авторській мові тих засобів, які допомогли б швидко, зручно й економно висловити думку. Тому й спостерігається нанизування кількох абстрактних слів, розташованих поряд: питання підвищення; забезпечення виконання; здійснення завдання, виконання зобов'язання. У таких випадках найкраще один з іменників (перший) замінити інфінітивом: забезпечити виконання; виконати зобов'язання. Слово питання слід випускати.
Одні й ті самі слова-означення, що додаються часто до іменників у мовних кліше, також бувають штампами: мати велике значення; відігравати важливу роль.